# اوبرزی
اوبرزی (انگلیسی: Übersee) یک شهر در آلمان است که در بایرن واقع شده است. این شهر با جمعیت 4,847 نفر, 525 متر بالاتر از سطح دریا واقع شده است.